# Barranc de Vallcirera
El Barranc de Vallcirera és un torrent afluent per l'esquerra de la Riera de Madrona en el tram en què rep el nom de Barranc de Pinell que neix a poc més de 700 m. al sud de la masia de Vallcirera. De direcció predominant cap al nord, desguassa al seu col·lector a poc més de 300 m. al sud-oest de la masia de Finestres després d'haver fet tot el seu curs pel terme municipal de Pinell de Solsonès

## Xarxa hidrogràfica
La seva xarxa hidrogràfica, que també transcorre íntegrament pel terme municipal de Pinell de Solsonès, està constituïda per 11 cursos fluvials la longitud total dels quals suma 5.058 m.